# Констебль, Джайлз
Джайлз Констебль (англ. Giles Constable; 1 июня 1929, Лондон, Великобритания — 17 января 2021, Принстон, США) — англо-американский историк-медиевист, специалист по монастырской культуре и религиозной жизни XII века. Доктор философии (1957) Гарварда, где преподавал в 1958—1984 гг., являлся именным профессором, директором Думбартон-Окс (1977-84), эмерит-профессор Института перспективных исследований, являлся членом Американской академии медиевистики, Американского философского общества (1987), французской Академии надписей и изящной словесности, Баварской академии наук, Британской академии и итальянской Национальной академии деи Линчеи.

## Биография
Сын британского искусствоведа Уильяма Джорджа Констебля. В 1950 году окончил Гарвардский университет, где получил степень доктора наук в 1957 году.
В 1955—1958 годах читал лекции в Айовском университете, в 1958—1984 годы — в Гарвардском университете, в 1966—1977 годах — в Принстонском университете.
В 1977—1984 годах — директор Думбартон-Окской исследовательской библиотеки в Вашингтоне. С 2003 года работал профессором средневековой истории в Школе исторических исследований при Институте перспективных исследований в Принстоне, штат Нью-Джерси, США.
Ныне заслуженный профессор в отставке.
Область научных интересов Д. Констебля сосредоточена, в основном, на истории религии и культуры XI—XII веков, в частности, бенедиктинского аббатства в Верхней Бургундии — Клюни и его аббата Петра Достопочтенного.
Кроме того, исследования учёного посвящены истории народа и власти Византии, средневековым религиозным и социальным идеям, реформации XII века, эпохе Возрождения во Флоренции, крестовому походу XII века и др.
Автор и редактор более двадцати книг в области средневековой религиозной и интеллектуальной истории, также автор более сотни статей,.

## Избранные труды
- The Abbey of Cluny : A Collection of Essays to Mark the Eleven-Hundredth Anniversary Of Its Foundation (2010), ISBN 3643107773
- Three Treatises from Bec on the Nature of Monastic Life (2008), ISBN 1442689420
- Cluny from The Tenth to the Twelfth Centuries : Further Studies (2000), ISBN 0860788156
- The Reformation of the Twelfth Century (1996), ISBN 0521305144
- Three Studies in Medieval Religious and Social Thought (1995), ISBN 0585039704
- Monks, Hermits, and Crusaders in Medieval Europe (1988), ISBN 0860782212
- Culture and Spirituality in Medieval Europe (1988), ISBN 0860786099
- Medieval Monasticism : A Select Bibliography (1976), ISBN 0802022006
- Letters and Letter-Collections (1976), OCLC 4641316
- Monastic Tithes : From Their Origins to the Twelfth Century (1964), OCLC 21932950